# That Oriental Game
That Oriental Game è un cortometraggio muto del 1924 scritto e diretto da Noel M. Smith. Il film aveva come interprete il collie Pal the Dog, star canina del cinema dell'epoca, affiancato da Harry Sweet e dalla piccola Lassie Lou Ahern.

## Produzione
Il film fu prodotto dalla Century Film con il titolo di lavorazione Putting It Over.

## Distribuzione
Distribuito dall'Universal Pictures, il film - un cortometraggio in due bobine - uscì nelle sale cinematografiche statunitensi il 12 marzo 1924.